# Henrik Sundström
Henrik Sundström (Lund, 29 febbraio 1964) è un ex tennista svedese.

## Carriera
Raggiunge la prima finale allo Swedish Open nel 1982 ma viene eliminato dal connazionale Mats Wilander con un doppio 6-4. L'anno successivo sono due le finali perse, Madrid e Ginevra, e conquista il suo primo titolo a Nizza contro Manuel Orantes.

Il 1984 è il suo anno migliore, ottiene tre titoli sulle sei finali raggiunte e conquista la Coppa Davis con il team svedese. Nella finale contro gli Stati Uniti sconfigge John McEnroe per 13-11, 6-4, 6-3. L'americano in stagione ha stabilito un record di 82 vittorie su 85 match giocati e Sundström è uno dei tre tennisti che sono riusciti a fermarlo.
Nel 1986 riesce a vincere il suo quinto ed ultimo titolo in carriera, ad Atene. Chiude la carriera con il sesto posto come migliore posizione.

## Statistiche

### Singolare

#### Vittorie (5)
| Legenda                   |
| Grande Slam (0)           |
| ATP World Tour Finals (0) |
| ATP Masters 1000 (1)      |
| ATP World Tour 500 (0)    |
| ATP World Tour 250 (4)    |

| N. | Data           | Torneo                           | Superficie  | Avversario in finale | Risultato     |
| 1. | 21 marzo 1983  | ATP Nizza, Nizza                 | Terra rossa | Manuel Orantes       | 7–5, 4–6, 6–3 |
| 2. | 2 aprile 1984  | Grand Prix Bari, Bari            | Terra rossa | Pedro Rebolledo      | 7–5, 6–4      |
| 3. | 16 aprile 1984 | Monte Carlo Masters, Monte Carlo | Terra rossa | Mats Wilander        | 6–3, 7–5, 6–2 |
| 4. | 16 luglio 1984 | Swedish Open, Båstad             | Terra rossa | Anders Järryd        | 3–6, 7–5, 6–3 |
| 5. | 16 giugno 1986 | Athens Open, Atene               | Terra rossa | Francisco Maciel     | 6–0, 7–5      |

### Finali perse (8)
| Legenda                   |
| Grande Slam (0)           |
| ATP World Tour Finals (0) |
| ATP Masters 1000 (2)      |
| ATP World Tour 500 (0)    |
| ATP World Tour 250 (6)    |

| N. | Data              | Torneo                           | Superficie  | Avversario in finale | Risultato               |
| 1. | 12 luglio 1982    | Swedish Open, Båstad             | Terra rossa | Mats Wilander        | 4–6, 4–6                |
| 2. | 25 aprile 1983    | Madrid Tennis Grand Prix, Madrid | Terra rossa | Yannick Noah         | 6–3, 0–6, 2–6, 4–6      |
| 3. | 19 settembre 1983 | Geneva Open, Ginevra             | Terra rossa | Mats Wilander        | 6–3, 1–6, 3–6           |
| 4. | 9 aprile 1984     | ATP Nizza, Nizza                 | Terra rossa | Andrés Gómez         | 1–6, 4–6                |
| 5. | 7 maggio 1984     | Hamburg Masters, Amburgo (1)     | Terra rossa | Juan Aguilera        | 4–6, 6–2, 6–2, 4–6, 4–6 |
| 6. | 17 settembre 1984 | Geneva Open, Ginevra             | Terra rossa | Aaron Krickstein     | 7–6, 1–6, 4–6           |
| 7. | 29 aprile 1985    | Hamburg Masters, Amburgo (2)     | Terra rossa | Miloslav Mečíř       | 4–6, 1–6, 4–6           |
| 8. | 21 marzo 1986     | ATP Firenze, Firenze             | Terra rossa | Andrés Gómez         | 3–6, 4–6                |